# Boj-Cătun, Cluj
Boj-Cătun (în maghiară Bósi alagút) este un sat în comuna Cojocna din județul Cluj, Transilvania, România.

## Istoric
Satul a apărut în secolul al XX-lea (1913), odată cu construirea căii ferate dintre Cluj-Napoca și Câmpia Turzii .